# Sozialistische Bodensee-Internationale
Sozialistische Bodensee-Internationale (SBI) ist eine 1902 gegründete grenzübergreifende Regionalorganisation (Dachverband) sozialdemokratischer Partei- und Gewerkschaftsorganisationen der Bodensee-Anrainerstaaten Deutschland, Österreich und Schweiz. Sie besteht aus 220 lokalen Parteigruppierungen der Sozialdemokratischen Partei Deutschlands, Sozialdemokratischen Partei Österreichs und der Sozialdemokratischen Partei der Schweiz sowie der Fraktion sozialdemokratischer GewerkschafterInnen (FSG) in Vorarlberg und versteht sich als internationale politische Interessenvertretung der Bodenseeregion und insbesondere der hier lebenden Arbeitnehmer.

## Geschichte
Im Mai 1877 fand in Lindau eine Tagung des Bodensee-Gauverbandes der Arbeiterbildungsvereine statt. Daran nahmen deutsche, österreichische und schweizerische Delegierte teil.
Am 10. August 1902 wurde in Bregenz von den Sozialisten aus der Bodenseeregion das I. Internationale Arbeiterfest mit etwa 900 Teilnehmern abgehalten. Dies gilt als Geburtsstunde der Sozialistische Bodensee-Internationale (bis 1928 und noch etwas länger als Arbeiter-Internationale der Bodensee-Uferstaaten bzw. teilweise verkürzt als Arbeiter-Internationale oder Bodensee-Internationale bezeichnet. Ab 1946 nur noch als Sozialistische Bodensee-Internationale).
Anlässlich des am 19. Juni 1904 stattfindenden III. Arbeiterfestes in Lindau, an dem 2500 Personen teilnehmen,  wurde beschlossen, ein Zentralauskunftsbureau zu eröffnen, um Arbeitern Auskunft über Streiks, Lohnverhältnisse und die Arbeiterverhältnisse in den verschiedenen Ländern zu geben. Erster Sekretär wird Karl Julius Großhans, bis zu seinem Rücktritt 1907. Das Büro bestand vermutlich bis 1908.
Beim 1906 abgehaltenen IV. Internationalen Arbeiterfest in Dornbirn nehmen bereits 4000 Sozialisten teil. In der Zeit des Ersten Weltkriegs (1914 bis 1918) und bis 1922 ruhte die Tätigkeit der SBI weitgehend und 1923 wird die Wiedererrichtung angeregt und am 24. August 1924 in Rorschach durchgeführt. Das am 13. und 14. August 1927 in Bregenz geplante Treffen musste kurzfristig wegen der Behauptung des Vorarlberger Landeshauptmannes, Otto Ender, es sei mit Unruhen zu rechnen, abgesagt und nach Arbon (Schweiz) verlegt werden.
Aufgrund des Verbots der Sozialistischen Partei in Deutschland 1933 und in Österreich 1934 kommt die Tätigkeit der SBI bis 1945 ganz zum Erliegen. 1934 wurde zudem das Archiv der SBI in Bregenz von den Sozialdemokraten selbst vernichtet, um es dem Zugriff des österreichischen Austro-Faschistischen-Staates zu entziehen.
Nach der Nationalsozialistischen Diktatur wird die SBI am 8. August 1946 in Bregenz wieder errichtet. 1953 wird in Arbon erstmals wieder ein sozialistisches Freundschaftstreffen organisiert mit 4000 Teilnehmern. 1960 wird der erste Internationale Frauentag in Lindau im Rahmen der SBI durchgeführt. Das Vorstandsgremium der SBI beschließt 1965 in Bregenz die Bodensee-Deklaration, mit der zentralen Forderung nach Umwelt- und Gewässerschutz. Die Arbeitertreffen bzw. Freundschaftstreffen im Sinne einer Demonstration sozialistischer Stärke werden mit diesem Jahr weitgehend aufgegeben.
2002 wird erstmals der Prix Wasserfrau für das Projekt A.I.D.A. St. Gallen vergeben. Der Prix Wasserfrau ist eine Auszeichnung für erfolgreiche Projekte der Frauengleichstellung.

## Mitglieder
Mitglieder der SBI sind in Deutschland die SPD Baden-Württemberg mit den Kreisverbänden: Bodenseekreis, Konstanz, Ravensburg, Sigmaringen sowie die SPD Bayern mit den Kreisverbänden: Lindau und Oberallgäu und nahestehenden Gewerkschaften.
In Österreich (Vorarlberg) sind es die SPÖ Vorarlberg und Fraktion Sozialdemokratischer GewerkschafterInnen Vorarlberg.
Aus der Schweiz gehören zur SBI: die Sozialdemokratische Partei der Schweiz der Kantone St. Gallen, Schaffhausen, Thurgau, Appenzell Innerrhoden und Appenzell Ausserrhoden.

## Präsidenten
Eigentliche Präsidenten der SBI können erst nach dem Ersten Weltkrieg in diesem Sinne namentlich benannt werden.
- 1924–1926, Oskar Groll (D), provisorischer Leiter 1924, Präsident 1925 und 1926.
- 1926–1930, Heinrich Abegg (CH).
- 1930–1933 und 1946–1959, Josef Peter (A). Ab 1933 Verbot der Sozialistischen Partei in Deutschland, Wiedererrichtung der SBI ab 1946.[18]
- 1959–1966, Walter Peter (A, Sohn von Josef Peter).[19]
- 1966–1974, Ernst Rodel (CH), Präsident und Vizepräsident ab 1946, er war einer der Neugründer der Sozialistischen Bodensee–Internationale nach dem Zweiten Weltkrieg.
- 1959–1968, Friedrich Fehrenbach (D), Präsident und Vizepräsident ab 1959, Amtszeit endete durch dessen Tod 1968.[20]
- 1972–1987, Roman Heinz (A), war von 1972 bis 1975 Präsident und danach Vizepräsident der SBI.
- 1972–1984, Josef Rickenbach (CH), Präsident und Vizepräsident 1972 bis 1984.
- 1975–1990, Rudolf Bindig (D), Präsident und Vizepräsident 1975 bis 1990.
- 1984–1992, Josef Dahinden (CH), Präsident und Vizepräsident 1984 bis 1992.
- 1987–2002, Karl Falschlunger (A), 2002 bis 2012 Ehrenpräsident der SBI.
- 1992–2001, Walter Anderes (CH), Präsident und Vizepräsident 1992–2001.
- 1990– , Norbert Zeller (D), Präsident und Vizepräsident ab 1990.
- 2001–2018, Fredi Alder (CH), Präsident bzw. Vizepräsident.[21]
- 2005–2012, Olga Pircher (A), Präsidentin und Vizepräsidentin.[22]
- 2018– ,Reinhold Einwallner (A), Präsident.[21]
- 2022–, Moritz Rohner (CH), Präsident bzw. Vizepräsident.
- 2022–, Alex Granato (CH), Präsident bzw. Vizepräsident.
- 2022–, Heike Engelhardt (D), Präsidentin bzw. Vizepräsidentin.